# نیکودموس تسین الدر
 نیکودموس تسین الدر (انگلیسی: Nicodemus Tessin the Elder؛ ۷ دسامبر ۱۶۱۵ – ۲۴ مهٔ ۱۶۸۱) یک معمار اهل آلمان بود.

## نگارخانه

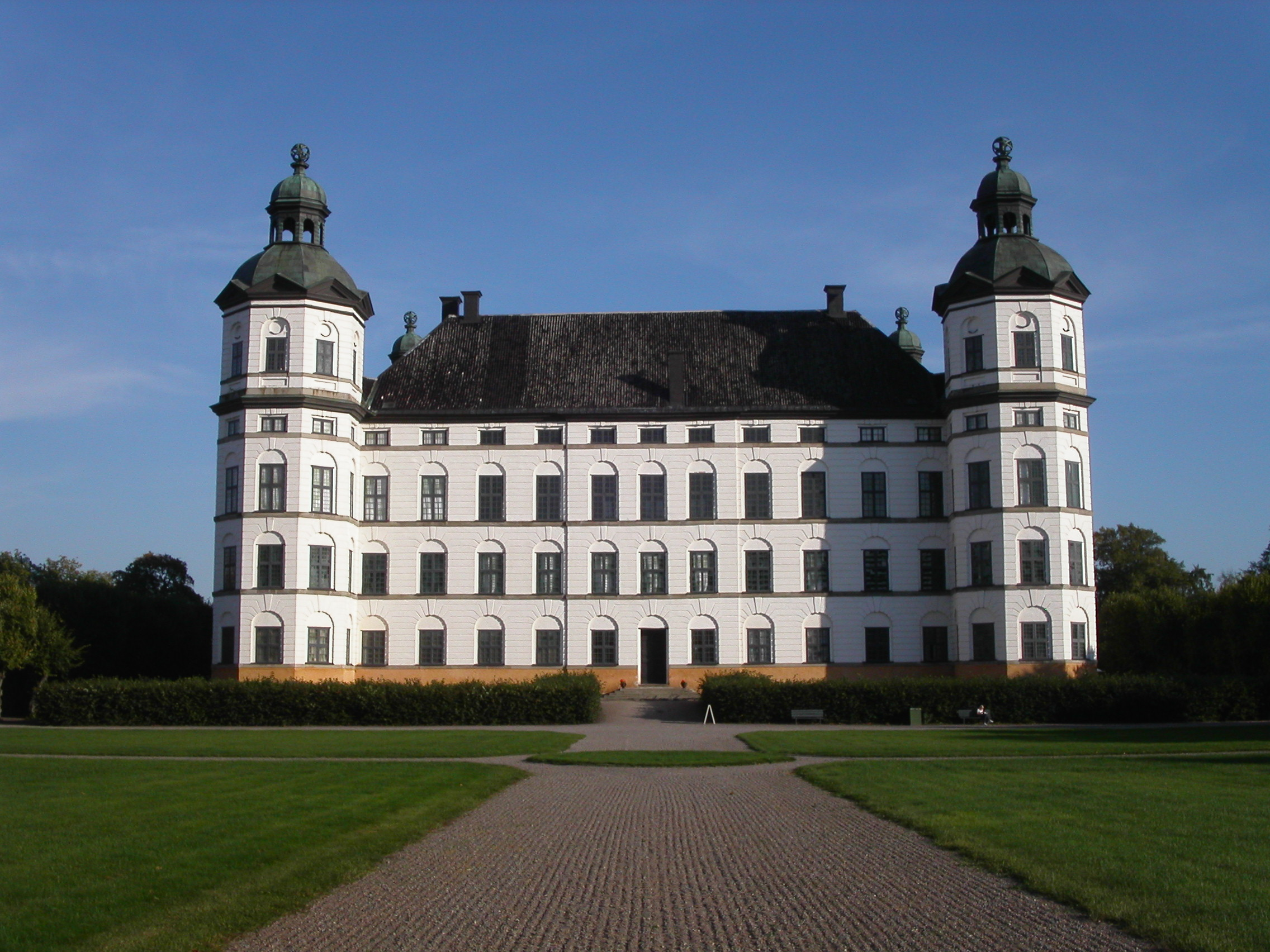
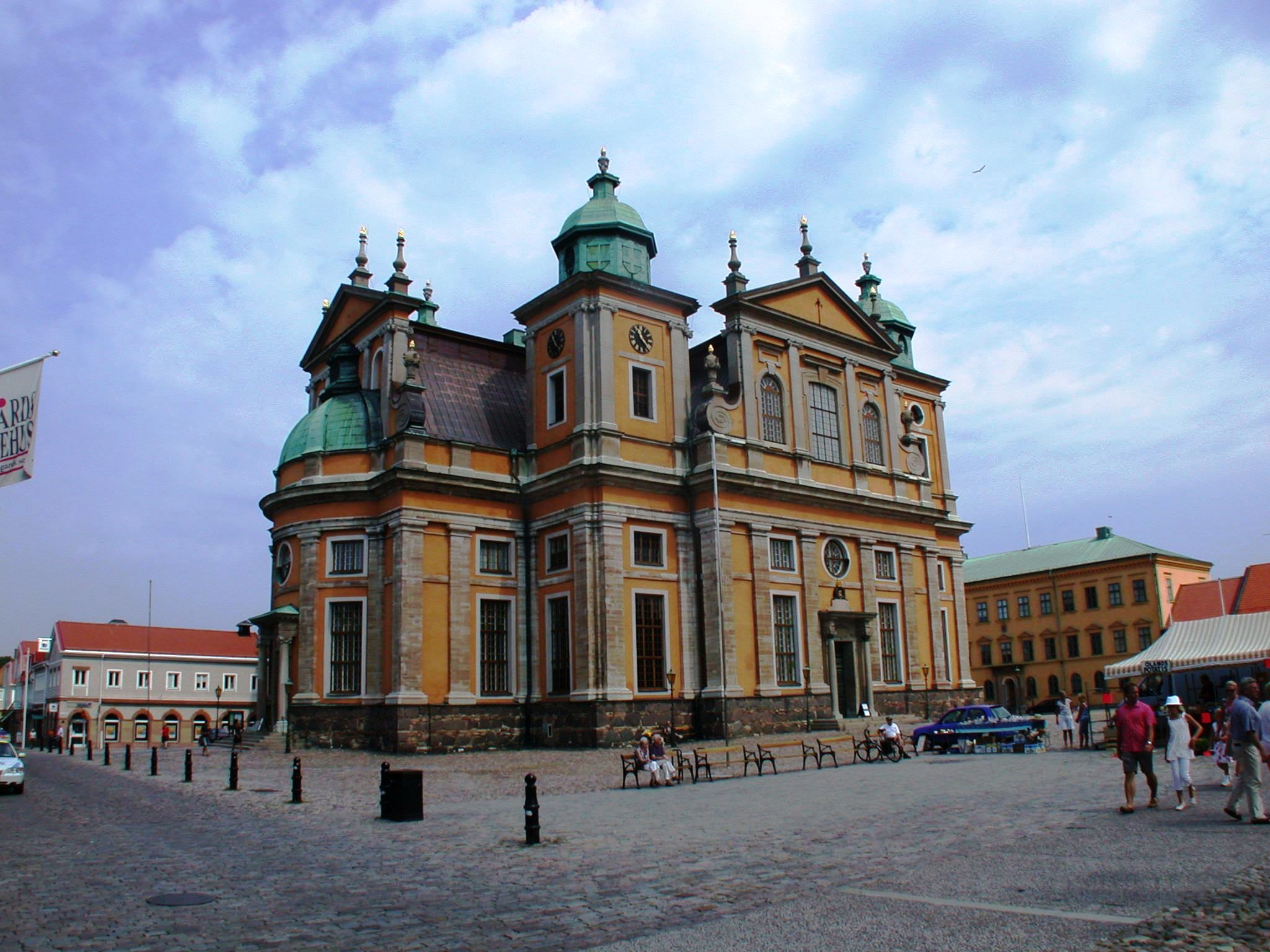